# Мике ван Дим
Мике ван Дим (хол. Mike van Diem; 12. јануар 1959) је холандски редитељ и режисер реклама.

## Биографија
Рођен је 12. јануара 1959. у Друтену. Студирао је у Утрехту где је био и члан удружења студената. Године 1989. је дипломирао на Холандској филмској академији. Године 1990. је освојио награду Златно теле за најбољи кратки филм Alaska и Студентски Оскар за најбољи студентски међународни филм у категорији драме. Године 1997. је добио Оскара за најбољи међународни филм Карактер, Велику награду Канског филмског фестивала, Велику награду жирија Америчког филмског института и Награду Недеље редитеља.

## Филмографија
- De andere kant (1988)
- Alaska (1989)
- Pleidooi (1993)
- Flodder (1993)
- Карактер (1997)
- De Boekverfilming (1999)
- De Surprise (2015)
- Tulipani, Love, Honour and a Bicycle (2017)